# Dury (Aisne)
Dury é uma comuna francesa na região administrativa de Altos da França, no departamento de Aisne. Estende-se por uma área de 7,74 km². Em 2010 a comuna tinha 214 habitantes (densidade: 27,6 hab./km²).